# ديزة أليفة الجبال
ديزة أليفة الجبال (الاسم العلمي:Disa oreophila) هي نوع من النباتات تتبع جنس الديزة من الفصيلة السحلبية.